# Кінциг (притока Рейну)
48°36′39″ пн. ш. 7°49′30″ сх. д. / 48.6108° пн. ш. 7.825° сх. д.
Кінциг (нім. Kinzig) — річка на південному заході Німеччини, права притока Рейну.
Від витоків у Шварцвальді до гирла у Верхньому Рейні має довжину 93 км. 
Долина Кінциг і вторинні долини — найбільша система долин у Шварцвальді. 
Залежно від визначення, Кінциг є або межею між Північним і Середнім Шварцвальдом , або частиною Середнього Шварцвальду. 
Він повністю розташований у землі Баден-Вюртемберг, і його назва має кельтське походження. 
Під час останнього льодовикового періоду Кінциг і Мург створили спільну річкову систему Кінциг-Мург.

## Річище
Витоки Кінцигу знаходиться у місті Лосбург, район Фройденштадт. 
Тече на південь, потім робить поступовий поворот на захід. 
Залишає район Фройденштадт відразу після виходу з Альпірсбаха, далі коротко районом Ротвайль і тече більшу частину свого перебігу районом Ортенау. 
Кінциг виходить із Шварцвальду біля Оффенбурга і впадає в Рейн біля Келя. 
У верхів'ях Кінциг — справжня гірська річка, яка з часом викликала чимало серйозних повеней. 
Її середня і нижня течія каналізована та огороджена високими дамбами. 
Відновлення початкового річища триває в місці впадіння Шуттера в Кінциг.

## Назва
У 1099 році річка вперше згадується як ad Chinzechun, ad aliam Chinzichun, в 1128 році як Kinzicha. 
У 1539, 1543, 1560, 1620, 1652 і 1654 роках вона значилася як Künzlin, Küntzgen, Kintzg, Kintzgen, Oberkentzgenwüß і Köntzig відповідно. 
У 1837 році її вперше згадують як Кінциг.
Згідно з Адольфом Бахом і Бруно Бешом, є певні сумніви щодо того, чи справді назву Кінциг можна простежити до Chinczechun, ad aliam Chinzichun 1099 року. 
Бах вказує на використання в північному Брайсгау, де Кінциги описуються як «шляхи біля дна каньйону через лес». 
У Верхньому Ельзасі та Граубюндені річки зі словом Кінциг у назві зазвичай описують каньйон. 
Дехто стверджують, що назва походить від кельтського kent, що означає різні види швидкого руху, або від лепонтського слова Centica (Cinti), що означає «вода».
Маючи на увазі всі ці варыонти, ми можемо повернутися до Адольфа Баха та Бруно Беша, які вважають ці виведення сумнівними. 
Крім того, залишається відкритим питання про те, як далеко кельти або докельти заселили територію Кінцига, і які поселенці спочатку дали річці її назву. 
Хоча на ці питання важко відповісти в доісторичні часи, справа в тому, що Кінциг створив лише невеликий каньйон у своїй верхній частині. Зовсім іншим є річище з багатьма меандрами у нижній і середній течії. 
Наприкінці останнього льодовикового періоду він довго звивався через рівнини, на шляху поглинаючи Мург і зливаючись із Рейном в районі Гоккенгайм.

## Притоки
У Шварцвальді багато приток впадають у Кінциг, включаючи кілька довших потоків завдовжки 20-30 км, більшість з яких впадають з півночі чи півдня. Нижче наведено список приток завдовжки понад 10 км:
- Малий Кінциг[en], праворуч біля залізничного мосту Шенкенцелль, 20,2 км і 62,9 км².
- Шильтах, зліва в Шильтах, 29,5 км і 115,8 км².
- Вольф[en], раніше Вольфах, праворуч у Вольфах, 30,8 км і 129,6 км².
- Гутах[en], зліва біля Гутаха, 29,3 км і 161,5 км².
- Мюльбах або Вельшенштайнахбах, зліва біля Штайнаха, 10,5 км і 24,9 км².
- Ерленбах, праворуч біля Бібераха, 18,9 км (разом із досить більшим Гармерсбахом, набагато довшим з двох його верхів’їв, Гармерсбах і Нордрах) і 102,9 км².

Найбільша притока досягає Кінцигу перед його гирлом на Верхньорейнській рівнині:
- Шуттер[en], зліва біля Келя, 56,8 км і 338,2 км².

## Значення як транспортно-торговельного шляху

### Сплав лісу

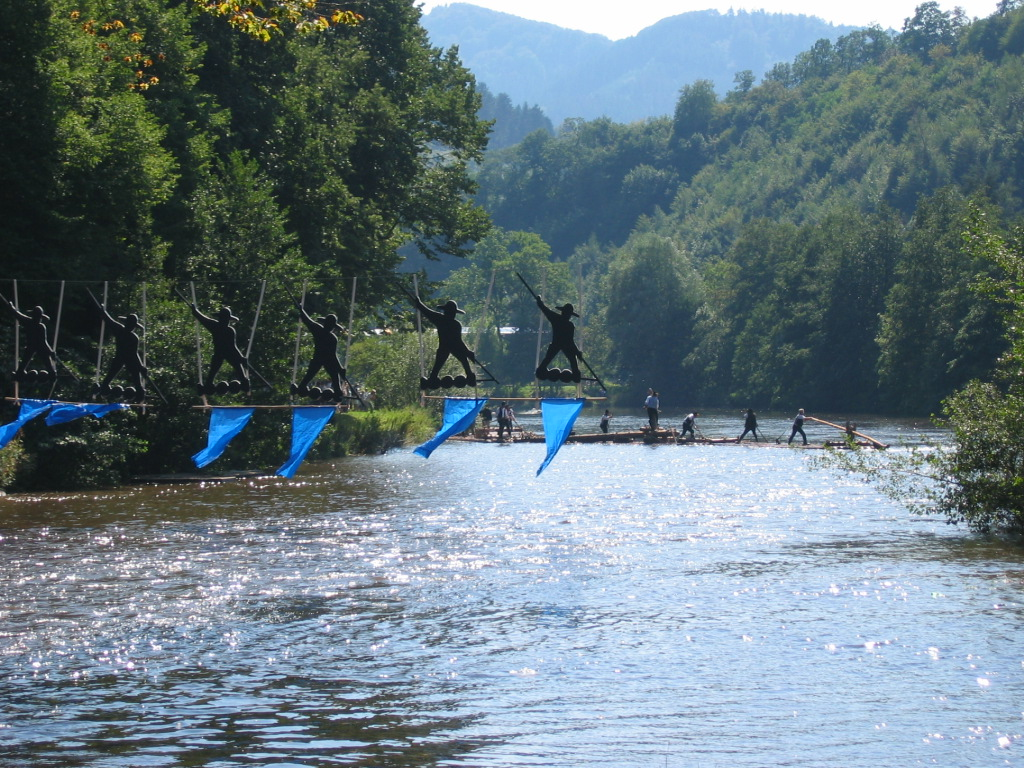
Рафтери в гирлі Вольфаху під час Рафтерського фестивалю, літо 2004 року у Вольфаху

У минулому Кінциг був дуже важливим для сплаву лісу. 
Найдавніша згадка про цей промисел на Кінцизі відноситься до 1339 р. 
Рафтингові міста Вольфах і Шильтах мали власні сплавні корпорації, які організовували сплав лісу до Рейну і далі в Голландію; ці корпорації були так званими Шиффершафтен ("об'єднання човнярів"). 
Вони отримали виключні права на експорт деревини від своїх володарів і вели прибутковий бізнес, який сприяв процвітанню міст. Себастьян Мюнстер у своїй «Універсальній космографії» пише : «Люди, що живуть біля річки Кінциг, особливо навколо Вольфаху, заробляють на життя великою кількістю будівельного лісу, який сплавляється водами Кінцигу до Страсбурга та в Рейн, і заробляють щороку багато грошей». 
Сплав по Кінцигу досяг свого піку в XV і XVI століттях, а потім знову у XVIII столітті, коли попит на деревину почав швидко зростати, оскільки Нідерланди та Англія почали будувати свої могутні військово-морські та торгові флоти. 
Однак крокви не могли зрівнятися з можливостями нещодавно збудованих залізниць, і останній комерційний лісовий пліт спустився по Кінцигу в 1896 році. 
Сьогодні фестивалі лісового сплаву, музеї в Генгенбаху , Вольфаху та Шільтаху , а також численні технічні засоби, такі як водосховища нагадують епоху сплаву лісу.

## Флора і фауна

### Тваринний світ
Програма регенерації триває з 2002 року для повторного заселення лосося в Кінциг шляхом інтродукції молодого лосося у воду та усунення перешкод. Ці зусилля, увінчалися успіхом, оскільки на початку 2005 року вперше за 50 років ікру лосося було знайдено в річці в Баден-Вюртемберзі.

### Флора
Долина Кінцигу є найглибшою у внутрішньому Шварцвальді. 
У нижній частині долини Кінцигу села розташовані нижче 200 метрів над рівнем моря. 
Тому клімат у долині м'якший, ніж у більшості інших районів Шварцвальду. 
У нижній долині вирощують фрукти та виробляють вино; Генгенбах, Ортенберг і Ольсбах — відомі назви виноробних сіл, деякі з яких знаходяться на Баденській винній дорозі. 
Сільська місцевість навколо долини Кінцигу навесні розквітає набагато раніше, ніж навколишні регіони Шварцвальду.

## Інфраструктура
Ширина, довжина та сприятливий напрямок схід-захід у середній та нижній частині долини роблять долину Кінцигу важливою для інфраструктури. 
Римляни підтримували дорогу, яка перетинала долину. 
Кінцигтальштрассе була військовою дорогою, побудованою за імператора Веспасіана в 73/74 роках нашої ери з Оффенбурга через долину Кінцигу до римського Ротвайля (Arae Flaviae) і далі до Тутлінгена. 
Основною метою дороги було скоротити стратегічно важливе сполучення між Майнцом і Аугсбургом. 
Поки ця дорога не була побудована, сполучення проходило через вигин Рейну в Базелі , а під час повстання батавів в 69/70 рр. нашої ери це виявилося проблемою. 
Під час будівництва дороги, на додаток до Ротвайля було побудовано кілька фортець Оффенбург-Раммерсвайєр, Оффенбург-фортеця Цунсвеєр, фортеця Вальдмесінген, фортеця Зульц і фортеця Гайслінген-Газенбюль були доповнені укріпленнями Альб-Лімес Фрітлінген, фортеця Лаутлінген та фортеця Бурладінген. 
Фортеця Бурладінген був єдиним з цих об'єктів, розташованих на ретійській території; дивовижне відкриття форту у Фрітлінгені в 1992 році, всього за кілька кілометрів на південний схід від Ротвайля, показує, що будівництво Кінцигтальштрассе було інтенсивно забезпечене густою мережею військових постів. 
Це додало нової правдоподібності припущенню про те, що в самому Кінцигталі був ще принаймні один римський форт. 
До того часу припущення ґрунтувалося лише на великій відстані між фортами в Оффенбурзі та Вальдмесінгені, що припускало наявність одного або двох інших, раніше не відкритих фортів.
Приблизно в той самий час, коли була побудована Кінцигтальштрассе, римські форти були побудовані далі на північ на правому березі Рейну в таких місцях, як Франкфурт, Франкфурт-Геддернгайм, Карбен, Грос-Герау, Гернсгайм, Ладенбург (Лоподунум), Гайдельберг і Баден-Баден (Аква). 
Чи були це передові пости, чи римський кордон в 73-98 рр. нашої ери (слідуючи загалом визначеною лінією на схід від Рейну), ще належить визначити.
У 98 році нашої ери на території сучасної південно-західної Німеччини шлях між Оденвальдом і Неккаром перейшов під контроль Риму, що зробило сполучення з Майнца в Аугсбург ще коротшим. В результаті Кінцигтальштрассе втратила надрегіональне значення.
У сучасній Німеччині федеральна дорога B 33 проходить паралельно Кінцигу від Оффенбурга до виходу з Кінцигу у верхній долині, прямуючи за Гутахом у напрямку до Філлінген-Швеннінген. 
Від Гаузаха в напрямку Фройденштадта федеральна траса B 294 прямує у верхній частині Кінцигу.
Для залізничного сполучення Шварцвальдбану долина також дуже важлива. 
Він прямує від Оффенбурга до Гаузах, де повертає в долину Гутах і продовжує шлях до Констанца на Боденському озері. 
У верхній частині долини Кінцигу Кінцигтальбан забезпечує сполучення між Гаузахом і Фройденштадтом.

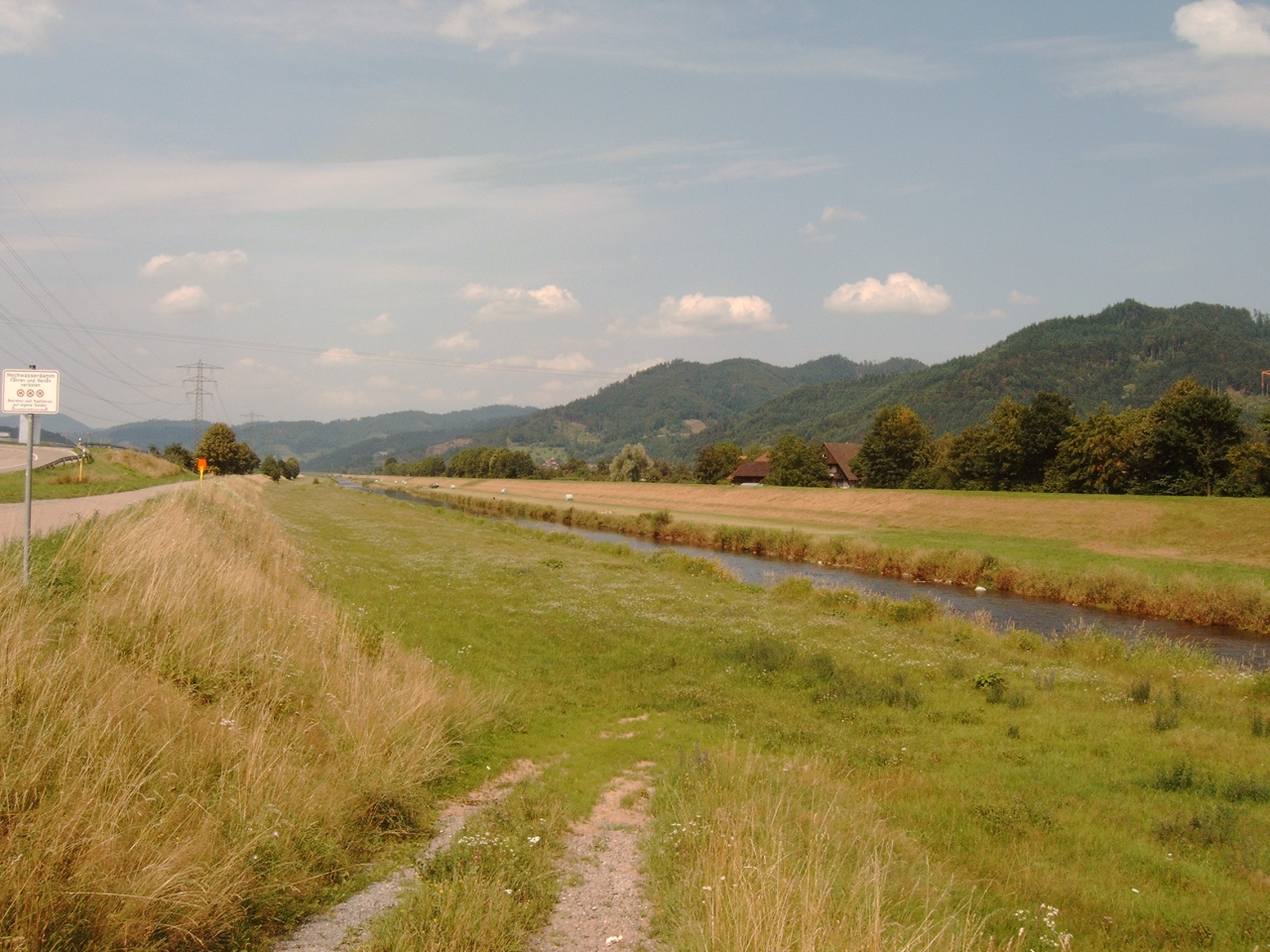
Кінциг біля Бібераху

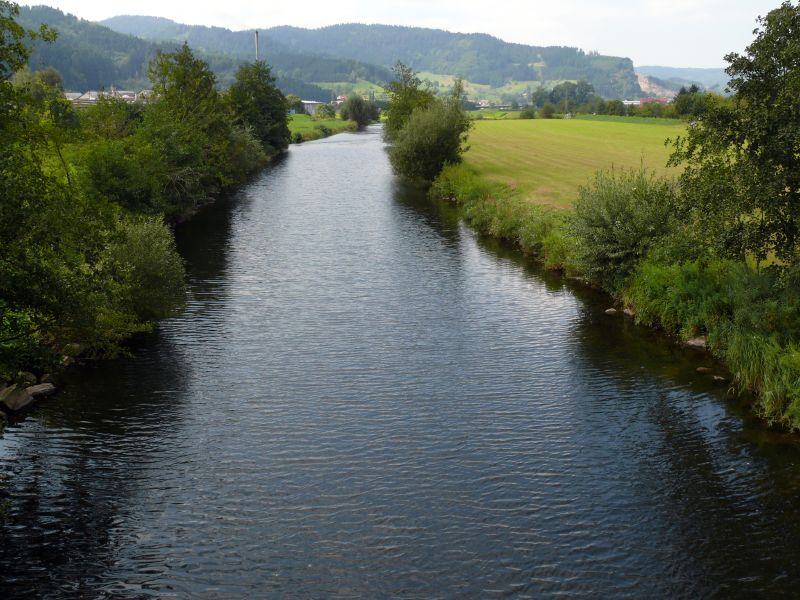
Кінциг поблизу Штайнаху

## Міста і села
| - Лосбург - Альпірсбах - Шенкенцелль - Шильтах - Вольфах - Гутах | - Гаузах - Фішербах - Гаслах-ім-Кінцигталь - Штайнах - Біберах - Генгенбах | - Берггауптен - Ольсбах - Ортенберг) - Оффенбург - Вілльштетт - Кель |

## Замки та абатства
- Абатство Альпірсбах[en], Альпірсбах
- Шенкенбург[de], Шенкенцелль
- Замок Шильтах[de], Шильтах
- Замок Вілленбург[en], Шильтах
- Замок Вольфах, Вольфах
- Замок Гузен[en], Гаузах
- Монастир капуцинів[de], Гаслах
- Замок Гоенгерольдсек[de], між Зельбахом і Біберахом
- Монастир Генгенбах, Генгенбах
- Замок Ортенберг, Ортенберг